# Борова вулиця (Київ, Червоний хутір)
Борова́ ву́лиця — вулиця в Дарницькому районі міста Києва, місцевість Червоний хутір. Пролягає від вулиці Володимира Рибака до Вірменської вулиці. 
Прилучаються вулиці Томашпільська, Молочанська, Грузинська, провулки Грузинський і Вірменський. 
З одного боку вулиці розташовані приватні будинки, а з іншого — Парк партизанської слави.

## Історія
Вулиця виникла в 1950-х роках під назвою 408-ма Нова, сучасна назва — з 1953 року. У багатьох сучасних офіційних документах зазначена як Дібро́вна.
Однойменна вулиця знаходиться у тому ж районі, у селищі Бортничі.